# Stephen W. Wilson
El Major General Stephen W. "Seve" Wilson és un militar estatunidenc, comandant de la 8a Força Aèria.

## Biografia
El general Wilson es graduà a la Universitat Texas A&M el 1981, amb grau de tinent de segona. Fins a maig de 1982 es preparà com a pilot a Laughlin AFB, Texas; passant a exercir de pilot instructor, pilot avaluador i comandant de vol al 86è Esquadró d'Entrenament de Vol fins al setembre de 1986. El 1983 va ser promogut a tinent dos anys després. El 1985 es graduà a l'Acadèmia d'Oficials d'Esquadró, Maxwell AFB i realitzà un màster en Direcció d'Enginyeria a l'Acadèmia de Mines i Tecnologia de Dakota del Sud, sent promogut a capità. Entre setembre de 1986 i maig de 1987 aprengué a pilotar els B-1 Lancer; passant a ser instructor i comandant de vol de B-1 al 77è Esquadró de Bombarders a Ellsworth AFB fins al juliol de 1991, on durant un any passà a ser Cap d'Armament i Tàctica del 28è Esquadró d'Operacions de Suport.
El 1993 es graduà a l'Acadèmia de Comandament Aeri i Estat Major a Maxwell AFB, sent promogut a major i passant a formar part de l'estat major conjunt a la Divisió de Doctrina, Conceptes i Iniciatives al Quarter General del Comandament Europeu, a Stuttgart. El setembre del 1995 torna als Estats Units com a Cap de Seguretat de la 28a Ala de Bombarders i després com a oficial d'operacions del 37è Esquadró de Bombarders. El 1997 va graduar-se a l'Acadèmia d'Armament de la Força Aèria de Nellis AFB (Nevada), és promogut a tinent coronel, i passa a exercir entre setembre d'aquell any i juny de 1999 de comandant de la divisió B-1, així com pilot instructor. El 2000 realitzà un post-grau en estudis estratègics, a l'Acadèmia de la Guerra Aèria de Maxwell AFB; i l'11 de juny és nomenat Vice-comandant del 366è Grup d'Operacions de la base de Mountain Home (Idaho) fins al 2002, en què, ja coronel, és nomenat comandant del 608è Grup d'Operacions Aèries a Barksdale AFB; passant a comandar la 14a Ala d'Entrenament de Vol entre 2004 i 2006, en que passà a ser vicedirector d'Operacions Aèries, Espacials i d'Informació a Randolph AFB, Texas. El 2007 seguí el curs de Comandant de Component Conjunt de la Força Aèria i és promogut a brigadier general i és destinat com a vice-comandant de la Regió Defensiva Nord-Americana a Manitoba, Canadà. El juliol del 2009 és comandant de la 379a Ala Expedicionària del Sud-est Asiàtic, i el 2010 va seguir el programa de Presa de Decisions de Lideratge, a l'Acadèmia de Govern John F. Kennedy de la Universitat Harvard, i és nomenat director d'Integració Conjunta, Directori de Requeriments de Capacitat Operativa al Quarter General de la Força Aèria a Washington, D.C., càrrec que ocupà fins al 18 de juny de 2011, en que passà a comandar la 8a Força Aèria. El 19 d'octubre de 2013 passà a comandar el Comandament d'Atac Global de la Força Aèria, sent promogut a tinent general el 23 d'octubre.
El general Wilson és un pilot de combat amb més de 4.500 hores de vol i 680 hores de combat volant amb T-37, T-38, B-1 i B-52

## Condecoracions
Medalla del Servei Distingit a la Força Aèria
 Medalla del Servei Superior de Defensa
 Legió del Mèrit amb una fulla de roure
 Estrella de Bronze amb una fulla de roure
 Medalla del Servei Meritori de Defensa
 Medalla del Servei Meritori amb quatre fulles de roure
 Medalla de l'Aire amb una fulla de roure
 Medalla del Servei Aeri Realitzat
 Medalla del Servei Lloable a la Força Aèria amb una fulla de roure
 Medalla del Servei Lloable a l'Exèrcit
 Insígnia Unificada d'Unitat Meritòria amb una fulla de roure
 Insígnia d'Unitat Meritòria de la Força Aèria
 Insígnia d'Unitat Destacada amb distintiu V i tres fulles de roure
 Medalla de la Disponibilitat pel Combat
 Medalla del Servei a la Defensa Nacional amb una estrella de bronze
 Medalla Expedicionària de la Guerra Global contra el Terrorisme
 Medalla de Servei a la Guerra Global contra el Terrorisme
 Medalla del Servei Humanitari
 Cinta de la Força Aèria per servei a ultramar d'estada llarga amb una fulla de roure
 Cinta de permanència en la Força Aèria
 Cinta dels experts de la Força Aèria en armes petites
 Cinta d'instrucció de la Força Aèria
 Pilot comandant

## Dates de promoció
Tinent de 2a – 2 de juny de 1981
 Tinent – 2 de juny de 1983
 Capità – 2 de juny de 1985
 Major – 1 de juny de 1993
 Tinent Coronel – 1 de gener de 1997
 Coronel – 1 de juny de 2002
 Brigadier General – 3 de desembre de 2007
 Major General – 1 de setembre de 2011
 Tinent General – 23 d'octubre de 2013